# 朱梓骁
朱梓驍（1986年8月13日—）中國大陸歌手、演員、模特兒。生於遼寧沈阳，祖籍南昌；朱梓驍畢業於沈阳工業大學。並擁有一支個人單曲。2009年參加拍攝湖南衛視自製偶像劇《一起來看流星雨》，同時因為該劇的熱播名聲大噪。2010年參加拍攝湖南衛視自製偶像劇《一起又看流星雨》。
因離开天娛傳媒，合约中几年不能签约其他公司的限制，所以成立朱梓骁工作室。

## 影视作品

### 电视剧
| 首播年份 | 劇名                         | 角色          |
| 2009年   | 一起來看流星雨               | 上官瑞謙      |
| 2010年   | 一起又看流星雨               | 上官瑞謙      |
| 2011年   | 青春作伴                     | 陈赓          |
| 2012年   | 太平公主秘史                 | 薛绍          |
| 2012年   | 無懈可擊之藍色夢想           | 徐浩廷        |
| 2012年   | 童话二分之一                 | 京伟          |
| 2014年   | 火线英雄                     | 丁子龙        |
| 2014年   | 神鵰俠侶                     | 忽必烈        |
| 2015年   | 闪亮茗天/茗天闪亮            | 唐正浩        |
| 2015年   | 花火                         | 饶世凯        |
| 2016年   | 四千金                       | 柳天宇        |
| 2016年   | 吉祥天宝                     | 朱天祥        |
| 2016年   | 欢喜密探                     | 年轻人 (客串) |
| 2017年   | 恋恋阙歌                     | 鍾天耀        |
| 2017年   | 我的真芯男友                 | 真心          |
| 2017年   | 花谢花飞花满天               | 司马清风      |
| 2018年   | 小楼又东风                   | 韩寿民        |
| 2020年   | 高兴的酸甜苦辣               | 常高兴        |
| 2020年   | 琉璃                         | 元朗          |
| 2021年   | 壮志高飞                     | 夏宇          |
| 2023年   | 惊天岳雷                     | 阿琮          |
| 未播     | 你的声音如此美丽(2016年拍攝) | 森川光        |

### 電影
| 首映年份 | 片名                         | 角色          |
| 2011年   | 全球热恋                     | DJ            |
| 2013年   | 宫锁沉香                     | 爱新觉罗·胤禟 |
| 2020年   | 龙无目（網絡電影）           | 陆海笙        |
| 2020年   | 人鱼缚（網絡電影）           | 柳梦白        |
| 2023年   | 狄仁杰之龙隐迷窟（網絡電影） | 狄仁杰        |
| 待上映   | 你在干嘛                     |               |

### 微電影
| 首播日期      | 播出頻道 | 片名             | 角色 |
| 2012年8月23日 | 優酷網   | 勇敢愛之末日來電 | 阿偉 |

### 單曲
- 想念的歌（收錄於「《一起來看流星雨》電視原聲帶」）（2009）
- 讓我為你唱首歌( 與張翰、魏晨、俞灝明合唱) （收錄於《一起來看流星雨》電視原聲帶）（2009）
- 星空物語( 與張翰、魏晨、俞灝明合唱) （收錄於《一起來看流星雨》電視原聲帶）（2009）

Music Video
- 2009 張翰&俞灏明&朱梓驍&魏晨&鄭爽《讓我為你唱首歌》
- 2009 張翰&俞灏明&朱梓驍&魏晨《星空物語》
- 2009 朱梓驍《想念的歌》
- 2009 許飛《我要的飛翔》
- 2009 天娛群星《快樂出發》
- 2010 奕動基金《一路有妳》(群星合唱)
- 2010 唐笑《我不知道》

### 主持
- 《给力星期天》

### 綜藝節目
- 2013年 两天一夜(第一季)
- 2014年 来吧灰姑娘

## 廣告代言
- 吉林熬東藥品「腦力寶」
- 李寧2009冬裝
- 2010七色花(阿呀呀)

## 曾獲獎項
- 2010「第二屆蒙牛酸酸乳音樂風雲榜年度」 -《最佳跨界新人》
- 2010 第三屆湖南衛視「百度娛樂沸點頒獎典禮」- 《最熱門電視劇》- 一起來看流星雨

## 外部連結
- 朱梓骁的新浪微博
- 朱梓驍工作室的新浪微博
- Mr朱梓骁的哔哩哔哩个人空间